# Alma (Michigan)
Alma é uma cidade localizada no estado americano de Michigan, no Condado de Gratiot.

## Demografia
Segundo o censo americano de 2000, a sua população era de 9275 habitantes. 
Em 2006, foi estimada uma população de 9240, um decréscimo de 35 (-0.4%).

## Geografia
De acordo com o United States Census Bureau tem uma área de 14,2 km², dos quais 13,9 km² cobertos por terra e 0,3 km² cobertos por água.

## Localidades na vizinhança
O diagrama seguinte representa as localidades num raio de 24 km ao redor de Alma. 